# Calabash Cay
Calabash Cay är en ö i Belize. Den ligger i distriktet Belize, i den östra delen av landet, 100 km öster om huvudstaden Belmopan.